# ASEC 미모자
아미칼 스포르티브 데 앙플루아예 드 코메르스 미모자(Amicale Sportive des Employés de Commerce Mimosas) 또는 ASEC 미모자(ASEC Mimosas)는 코트디부아르 아비장의 축구 클럽으로, 흔히 ASEC 아비장(ASEC Abidjan)이라고도 부른다.
ASEC 미모자는 코트디부아르에서 성공한 축구 클럽으로 뽑히고 있으며 코트디부아르 프리미어 디비전 우승 23회 코트디부아르 컵 우승 16회 펠릭스 우푸에부아니 컵 우승 14회의 기록을 갖고 있다. 또한 ASEC 미모자는 야야 투레와 콜로 투레 살로몽 칼루 디디에 조코라 등 코트디부아르의 대표적인 축구 선수를 낳은 팀이기도 하다.

## 주요 성적

### 코트디부아르 국내 대회
- 코트디부아르 프리미어 디비전: 우승 26회 (1963, 1970, 1972, 1973, 1974, 1975, 1980, 1990, 1991, 1992, 1993, 1994, 1995, 1997, 1998, 2000, 2001, 2002, 2003, 2004, 2005, 2006, 2009, 2010, 2017, 2018)
- 코트디부아르 컵: 우승 16회 (1962, 1967, 1968, 1969, 1970, 1972, 1973, 1983, 1990, 1995, 1997, 1999, 2003, 2005, 2007, 2008)
- 펠릭스 우푸에부아니 컵: 우승 14회 (1975, 1980, 1983, 1990, 1994, 1995, 1997, 1998, 1999, 2004, 2006, 2007, 2008, 2009)

### 국제 대회
- CAF 챔피언스리그: 우승 1회 (1998)
- CAF 슈퍼컵: 우승 1회 (1999)
- 서아프리카 클럽 챔피언십: 우승 1회 (1990)

## 선수 명단

### 현역
참고: FIFA 자격 규정에 따라 소속된 국가대표팀 국기를 표시합니다. 선수는 복수의 FIFA 비회원국 국적을 가지고 있을 수 있습니다.
| 번호 | 포지션 | 국적         | 이름              |
| ---- | ------ | ------------ | ----------------- |
| 10   | FW     | 부르키나파소 | 살리푸 디아라수바 |

| 번호 | 포지션 | 국적 | 이름        |
| ---- | ------ | ---- | ----------- |
| 25   | MF     | 토고 | 유시푸 아테 |

## 역대 감독
| 감독            | 임기        |
| --------------- | ----------- |
| 필리프 트루시에 | 1989 ~ 1992 |
| 장마르크 기유   | 1993 ~ 2000 |